# Kwahuplatån
Kwahuplatån är en platå i Ghana. Den ligger i den södra delen av landet, 110 km norr om huvudstaden Accra.